# Windows 8.1
Windows 8.1 (amb el sobrenom Blue) és una actualització gratuïta per al sistema operatiu Windows 8, fet per Microsoft. Va ser presentat el 13 de juny del 2013 com a beta pública i va ser disponible per descàrrega a la Windows Store el 17 d'octubre del 2013. Fou un canvi substancial del sistema d'actualitzacions de Microsoft: es va passar dels Service Packs del Windows Update a una actualització disponible a la Windows Store. Tot i així, els usuaris del Windows 8 estan obligats a actualitzar si volen continuar rebent actualitzacions.
Presentat com un canvi en el sistema d'actualitzacions de Microsoft, el Windows 8.1 té com a objectiu implantar diverses millores demanades pels usuaris, com una millor pantalla d'Inici, el retorn del botó d'Inicia, més personalització, suport per a impressores 3D, Miracast, Wi-Fi Direct, més integració del OneDrive…

## Informació general
El 26 de març de 2013, Steve Ballmer, CEO de Microsoft, va publicar un cicle coordinat d'actualitzacions per a les seves plataformes i serveis, incloent Windows 8. PC World va dir que a la conferència BUILD de 2013, fixada per dur-se a terme del 26 al 28 de juny de 2013 a San Francisco es revelarien més detalls de " Blue ", el qual era el nom codi de Windows 8.1. L'actualització va estar disponible per a descàrrega el 17 d'octubre de 2013 en equips que ja posseeixin Windows 8, i va sortir a la venda l'endemà, 18 d'octubre.
Windows 8.1, en ser una actualització, conserva la interfície introduïda a Windows 8 i Windows Phone 8, Modern UI, anteriorment anomenada Metro, però amb millores pel que fa a rendiment, personalització i experiència d'usuari. És una actualització que s'aplica sobre Windows 8 i Windows RT de forma gratuïta si es té una llicència.

## Característiques
- Més mides per a les miniatures: Un petit i un extra-gran, igual que a Windows Phone 8.
- Colors addicionals a la pantalla inicial, que ara permet als usuaris personalitzar un color i una ombra de la seva pròpia elecció en lloc de triar entre una gamma limitada de colors. També hi ha la possibilitat de fer servir el fons de l'escriptori com a fons d'inici.
- La capacitat de sincronitzar més configuracions entre dispositius, incloent configuracions de la pantalla Inici i configuració de teclat Bluetooth i ratolí.
- Expansió de Configuració de PC per incloure més opcions prèviament exclusives del Tauler de control de Windows.
- La mínima resolució de pantalla per a les aplicacions acoblades ara és 1024x768 píxels. També poden ocupar la meitat de la pantalla i també es poden «acoblar» fins a 4 alhora (en resolucions més grans de 1600x900).
- Opció de "Prendre captura" a l'accés "Compartir".
- Opció de «Reproduir» a l'accés «Dispositius» per reproduir contingut en un altre dispositiu.
- Noves aplicacions: Calculadora, Alarmes, Gravadora de sons, Llista de lectura, Salut i Benestar, Receptes, Escàner, Ajuda i consells (per als novells) i un explorador d'arxius inclòs a OneDrive.
- La majoria de les aplicacions que venien amb Windows 8 tenen una barra de cerca, per limitar-la a aquesta aplicació, en comptes de fer servir l'accés «Cerca». Altres (com Fotos) van ser redissenyades i se'ls va afegir eines molt potents.
- Major integració amb OneDrive, sent ara aquesta eina la predeterminada per a l'emmagatzematge de fitxers. S'hi inclouen suports automàtics entre dispositius.
- Internet Explorer 11, que inclou suport WebGL i SPDY.
- En realitzar una cerca general (logotip Windows + F) afegeix una cerca semàntica per internet, aleshores es desplega una gran quantitat d'informació relacionada, per exemple, cercar Madonna mostrarà una breu biografia, fotografies i vídeos. El servei de cerca és proporcionat per Bing.

Un altre dels canvis a l'actualització és la desactivació de les Biblioteques. Ara es mostren totes les carpetes de l'usuari a 'Aquest equip', nou nom del que es coneix de Windows Vista a Windows 8 com a Equip, a més en obrir l'Explorador de Windows s'obre aquesta carpeta. Tot i això, és possible activar les biblioteques, fent clic a la part inferior del Tauler de navegació amb el botó secundari i seleccionant l'opció 'Mostrar biblioteques' al menú emergent.

## Acollida
Windows 8.1 va rebre millors crítiques que la versió estàndard de Windows 8. Tot i això, les mateixes característiques d'interfície d'usuari van ser criticades. Les pàgines especialitzades com CNET, The Verge, ExtremeTech i Ars Technica van ressaltar les millores a les aplicacions però, alhora, reconeixent que l'ús del sistema operatiu encara era incòmode en un PC d'escriptori. 

El 2015, Gartner va recomanar a les empreses no migrar a Windows 8.1, sinó mantenir-se a Windows 7 o esperar l'arribada de Windows 10. A més, de totes maneres, fabricants de maquinari com HP, Lenovo, Dell o Toshiba van seguir venent equips amb Windows 7, adaptats especialment per a empreses.
| Precedit per: Windows 8 | Sistema operatiu per equips d'escriptori, part de la família Microsoft Windows 2013 | Succeït per: Windows 10 |